# San Francisco (Schriftart, 1984)
San Francisco ist eine Schriftart von Susan Kare, die 1984 von Apple veröffentlicht wurde. Das Design basiert auf dem Erpresserbrief-Effekt, der durch eine Mischung verschieden gestalteter Buchstaben erzielt wird. Daher trug die Schrift ursprünglich den Namen Ransom (englisch für Lösegeld), bevor sie in San Francisco umbenannt wurde, um dem Benennungssystem für Apple-Schriften nach amerikanischen Städten zu entsprechen.
Zwischen dieser Schriftart und der 2014 veröffentlichten Apple-Systemschriftart San Francisco besteht kein Zusammenhang.